# Застава Палестине
Застава Државе Палестине (арап. علم فلسطين) је тробојка од три једнаке хоризонталне пруге - црне, беле и  зелене од врха до дна. Са леве стране налази се црвени троугао који се вијори из копља. Она приказује панарапске боје, које су први пут комбиноване у садашњем стилу током Арапског устанка 1916. године, и представља палестински народ и Државу Палестину. 
Палестинска застава, која се користи од 1920-их, у целини је готово идентична застави Арапског устанка, где панарапске боје представљају четири историјске арапске династије. Вијорила се током Арапског устанка у Палестини 1936–1939. године, а такође је интензивно коришћена у израелско-палестинском сукобу, посебно након што је званично усвојена као застава палестинског народа када је 1964. године основана Палестинска ослободилачка организација (ПЛО). Од 2015. године, Држава Палестина обележава Дан заставе сваког 30. септембра. Од 2021. године, палестинска застава се спушта на пола копља сваког 2. новембра у знак оплакивања Балфорове декларације из 1917. године, коју је издало Уједињено Краљевство, подржавајући „национални дом за јеврејски народ“ у тадашњој османској Палестини.
Током Шестодневног рата 1967. године, Израел је окупирао Појас Газе и Западну обалу, где је потом забранио палестинску заставу, која је остала до почетка 1990-их, када су Израел и ПЛО потписали споразум из Осла. У пракси, међутим, заставу и даље рутински конфискују израелске власти широм територија које је окупирао Израел. Године 2023, Амнести интернешенел је објавио извештај у којем осуђује нова ограничења израелске владе у вези са приказивањем палестинске заставе као „покушај легитимизације расизма“ сузбијањем „симбола јединства и отпора израелској незаконитој окупацији“ на палестинским територијама. Симбол лубенице се појавио да би пркосио израелским ограничењима у вези са палестинском заставом између 1967. и 1993. године и наставља да се користи данас као израз палестинског национализма широм света.